# Сульфат берилію
Сульфа́т Бери́лію — хімічна сполука з формулою BeSO4. Біла, тверда, кристалічна речовина.

## Отримання
Може бути отриманий при взаємодії в розчині з водою будь-якої солі берилію з сульфатною кислотою із наступним осушенням і кристалізацією продукту реакції. В результаті розчинення утворюється кристалогідрат, який може бути розкладений при температурі 400 °C з отриманням безводної солі і води.

## Застосування
Суміш сульфатів берилію і радію застосовується як джерело нейтронів в атомних реакторах.